# 元老院 (法国)

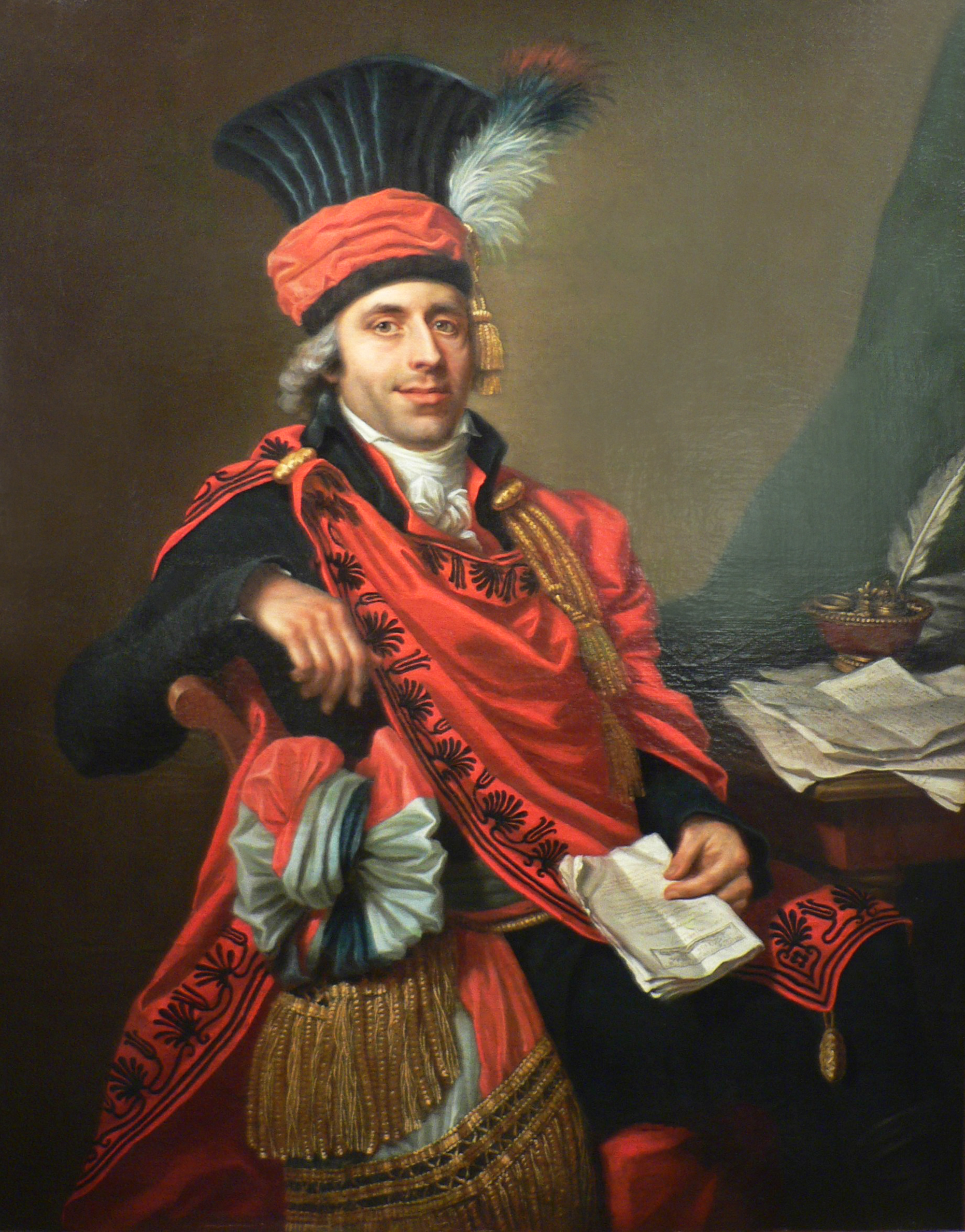
身穿元老院制服的托馬·布克羅-德沃利尼

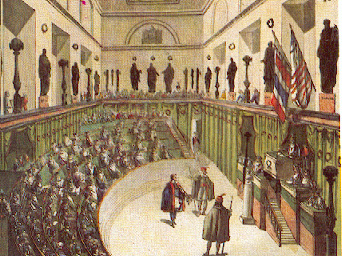
开会中的元老院

元老院（法語：Conseil des Anciens）是法国督政府时期立法机构的上议院，而下议院为五百人院。根据共和三年宪法建立的元老院创始于1795年8月22日，解散于1799年11月9日。
元老院是共和制立法机构的上院。元老院成员共有250名成员，他们可以接受或拒绝五百人院提出的法律。每位成员必须年满四十，且议院每年都举行三分之一的成员换届选举。 元老院成员无权草拟法律，但他们拒绝接受的法律在一年内不得被再次提出。
除去立法的职能，元老院也有权从五百人院提交的督政官候选人名单中选出五位共同行政的督政官。元老院的成员们有特殊的官方制服，他们穿着长袍披肩，戴着帽子，就像督政官和五百人院的议员们那样。在热月党人的宪法下，就像弗朗索瓦-安托万·布瓦西·当格拉所说的那样，五百人院是共和国的幻想，而元老院则是共和国的现实。

## 元老院主席列表
- 1795年10月28日：克洛德-安托万·吕德尔（法语：Claude-Antoine Rudel）（由于高龄，仅担任一天）
- 1795年10月28日至1795年11月2日：路易·马里·德·拉雷韦利埃·莱波（英语：Louis-Marie de La Révellière-Lépeaux）
- 1795年11月2日至1795年11月23日：皮埃尔-夏尔-路易·博丹（英语：Pierre-Charles-Louis Baudin）
- 1795年11月23日至1795年12月22日：弗朗索瓦·德尼·特龙谢（英语：François Denis Tronchet）
- 1795年12月22日至1796年1月22日：泰奥多尔·韦尔涅（英语：Théodore Vernier）
- 1796年1月22日至1796年2月20日：纪尧姆·弗朗索瓦·夏尔·古皮·德·普雷费尔纳（法语：Guillaume François Charles Goupil de Préfelne）
- 1796年2月20日至1796年3月21日：克洛德·安布鲁瓦兹·雷尼耶（英语：Claude Ambroise Régnier）
- 1796年3月21日至1796年4月20日：雅克·安托万·克勒泽-拉图什（英语：Jacques Antoine Creuzé-Latouche）
- 1796年4月20日至1796年5月20日：让-巴泰勒米·勒库特·德·康特勒（法语：Jean-Barthélemy Lecouteulx de Canteleu）
- 1796年5月20日至1796年6月19日：夏尔-弗朗索瓦·勒布伦
- 1796年6月19日至1796年7月19日：让·艾蒂安·马里·波塔利斯（英语：Jean Étienne Marie Portalis）
- 1796年7月19日至1796年8月18日：让·迪索（英语：Jean Dussaulx）
- 1796年8月18日至1796年9月23日：奥诺雷·米雷尔
- 1796年9月23日至1796年10月22日：罗歇·迪科
- 1796年10月22日至1796年11月21日：让-吉拉尔·拉屈埃（英语：Jean-Girard Lacuée）
- 1796年11月21日至1796年12月21日：讓-雅克·布雷亞爾（英语：Jean-Jacques Bréard）
- 1796年12月21日至1797年1月20日：博尼法斯·帕拉迪（法语：Boniface Paradis）
- 1797年1月20日至1797年2月19日：塞巴斯蒂安·利热雷·德·博韦（法语：Sébastien Ligeret de Beauvais）
- 1797年2月19日至1797年3月21日：约瑟夫·克莱芒·普兰·德·格朗普雷（法语：Joseph Clément Poullain de Grandprey）
- 1797年3月21日至1797年4月20日：让-弗朗索瓦-贝特朗·戴尔马
- 1797年4月20日至1797年5月20日：埃德姆-博纳旺蒂尔·库尔图瓦.（法语：Edme-Bonaventure Courtois）
- 1797年5月20日至1797年6月19日：弗朗索瓦·巴贝尔-马尔布瓦（英语：François Barbé-Marbois）
- 1797年6月19日至1797年7月19日：路易·贝尔纳·圣阿夫里克（法语：Louis Bernard de Saint-Affrique）
- 1797年7月19日至1797年8月18日：皮埃尔·萨米埃尔·杜邦·德·内穆尔（英语：Pierre Samuel Dupont de Nemours）
- 1797年8月18日至1797年9月4日：安德烈-达尼埃尔·拉丰·德·拉德巴（英语：André-Daniel Laffon de Ladebat）
- 1797年9月6日至1797年9月23日：讓-安托萬·馬爾博
- 1797年9月23日至1797年10月22日：埃马纽埃尔·克雷泰（英语：Emmanuel Crétet）
- 1797年10月22日至1797年11月21日：让-皮埃尔·拉孔布-圣米歇尔（英语：Jean-Pierre Lacombe-Saint-Michel）
- 1797年11月21日至1797年12月21日：让·弗朗索瓦·菲利贝尔·罗塞（法语：Jean François Philibert Rossée）
- 1797年12月21日至1798年1月20日：让-巴蒂斯特·马拉贡（法语：Jean-Baptiste Marragon）
- 1798年1月20日至1798年2月19日：让·卢梭（法语：Jean Rousseau (homme politique, 1738-1813)）（并非著名思想家让-雅克·卢梭）
- 1798年2月19日至1798年3月21日：帕尔杜·博尔达斯（法语：Pardoux Bordas）
- 1798年3月21日至1798年4月20日：艾蒂安·莫勒沃（法语：Étienne Mollevaut）
- 1798年4月20日至1798年5月20日：雅克·普瓦松·德·库德勒维尔（法语：Jacques Poisson de Coudreville）
- 1798年5月20日至1798年6月19日：克洛德·安布鲁瓦兹·雷尼耶（英语：Claude Ambroise Régnier）
- 1798年6月19日至1798年7月19日：讓-安托萬·馬爾博
- 1798年7月19日至1798年8月18日：艾蒂安·迈诺·比泽弗朗·德·拉沃（法语：Étienne Maynaud Bizefranc de Lavaux）
- 1798年8月18日至1798年9月23日：皮尔·安托万·拉卢瓦（英语：Pierre Antoine Laloy）
- 1798年9月23日至1798年10月22日：伯努特·米歇尔·德孔伯鲁斯（法语：Benoît Michel Decomberousse）
- 1798年10月22日至1798年11月21日：埃马纽埃尔·皮尔·德·拉热斯（法语：Emmanuel Pérès de Lagesse）
- 1798年11月21日至1798年12月21日：让-奥古斯丁·莫罗·德·沃尔默斯（法语：Jean-Augustin Moreau de Vormes）
- 1798年12月21日至1799年1月20日：让-巴蒂斯特·佩兰·德·孚日（法语：Jean-Baptiste Perrin des Vosges）
- 1799年1月20日至1799年2月19日：多米尼克·约瑟夫·加拉（英语：Dominique Joseph Garat）
- 1799年2月19日至1799年3月21日：让-艾梅·德拉科斯特（法语：Jean-Aimé Delacoste）
- 1799年3月21日至1799年4月20日：马蒂厄·德佩尔（法语：Mathieu Depère）
- 1799年4月20日至1799年5月20日：克洛德-皮埃尔·德莱·达吉耶（法语：Claude-Pierre Delay d'Agier）
- 1799年5月20日至1799年6月19日：夏尔·克洛德·克里斯托夫·古尔当（英语：Charles Claude Christophe Gourdan）
- 1799年6月19日至1799年7月19日：皮埃尔-夏尔-路易·博丹（英语：Pierre-Charles-Louis Baudin）
- 1799年7月19日至1799年8月18日：路易·迪布瓦·迪贝（法语：Louis Dubois du Bais）
- 1799年8月18日至1799年9月24日：马蒂厄-奥古斯坦·科尔内（法语：Mathieu-Augustin Cornet）
- 1799年9月23日至1799年10月23日：约瑟夫·科尔尼代·德肖梅特（法语：Joseph Cornudet des Chaumettes）
- 1799年10月23日至1798年11月9日：路易-尼古拉·勒梅西埃（法语：Louis-Nicolas Lemercier）